# منظمة المدن العربية
منظمة المدن العربية (بالإنجليزية: Arab Towns Organization)‏ منظمة إقليمية عربية غير حكومية، ليس لها طابع سياسي أو عقائدي. فهي متخصصة في شؤون المدن والبلديات، إذ تم تأسيسها في مدينة الكويت في 15 مارس 1967.

## أهداف المنظمة
- الحفاظ على هوية المُدن العربية وتراثها .
- تنمية وتحديث المؤسسات البلدية والمحلية في المدن العربية .
- تحسين الخدمات والمرافق في المدن العربية والعمل على تطويرها .
- معاونة المدن الأعضاء على تحقيق مشروعاتها الإنمائية عن طريق مدها بالقروض والمساعدات .
- التعاون مع المدن الأعضاء في دراسة وتخطيط وتنسيق نشاطاتها وخدماتها المختلفة، سعياً وراء تحقيق أهدافها في التنمية والتقدم، بما يتفق وواقعا الاقتصادي والاجتماعي والثقافي والبيئي .
- تبادل الخبرات والتجارب الرائدة، في مجال الخدمات والمرافق بين المدن والأعضاء .
- العمل على تطوير وتوحيد النُظم والتشريعات البلدية بما يتفق ومتطلبات تطوير المدينة العربية .

## العضوية
باب عضوية المنظمة مفتوح لجميع المدن العربية الراغبة في الانضمام إليها وفقاً لأحكام هذا النظام.
وتشمل العضوية:
- الأعضاء العاملون: المدن العربية التي تنضم إلى عضوية المنظمة .
- الأعضاء المشاركون: أية مؤسسة ذات علاقة بأنشطة المنظمة .
- الأفراد: الأشخاص العاملون في مجـــــال عمل المنظمة والمهتمين بأنشطتها أو الباحثين في مؤسسات التعليم والبحوث.

يكون انضمام أية مدينة عربية لعضوية المنظمة عن طريق تقديم طلب إلى الأمانة العامة مشفوعاً بموافقة الجهة المختصة وذلك وفقاً للأنظمة المعمول بها في كل قطر عربي تتبعه المدينة الطالبة للانضمام، وتكتسب المدينة صفة العضوية فور إشعار الأمانة العامة المدينة بقبول الطلب واستلام اشتراك العضوية .
يجوز انضمام أجهزة الحكم المحلي الأخرى والمؤسسات الوطنية والإقليمية والدولية التي تمارس أنشطة مماثلة كعضو مشارك في المنظمة يتمتع بكافة حقوق العضوية عدا حق التصويت في المؤتمر العام وذلك بعد موافقة المكتب الدائم .
يجوز انضمام الأفراد العاملين في مجالات ذات علاقة بعمل المنظمة كأعضاء مشاركين في المنظمة يتمتعون بكامل حقوق العضوية عدا التصويت في المؤتمر العام .
تعزيز مكانة السلطات المحلية العربية وتشجيع اللامركزية.
رفع مستوى الخدمات والمرافق البلدية في المدن العربية.
رعاية التعاون وتبادل الخبرات بين المدن العربية.

## المشاريع
تحقيقا لأهداف المنظمة، تقوم منظمة المدن العربية بالتعاون مع مؤسسة الصندوق التابع للمنظمة بتمويل المشاريع التي ترى فيها المدن الأعضاء ارتقاء بخدماتها وخدمة المواطن.
تستثمر منظمة المدن العربية علاقاتها الخارجية في تنفيذ وتمويل بعض المشاريع لصالح المدن الأعضاء لتحقيق أكبر عائد من الاستفادة بالخبرات والعلاقات الدولية.
اعتماد أسلوب التخطيط الشامل لتوجيه نشاطات وخدمات المدينة على أساس من واقعها الاقتصادي والاجتماعي والثقافي والبيئي.
العمل على تحقيق التنمية المستدامة في المدن العربية.
تنمية وتحديث المؤسسات البلدية والمحلية والعمل على تطوير وتوحيد التشريعات والنظم البلدية.
معاونة بلديات المدن الأعضاء على تحقيق مشروعاتها الإنمائية عن طريق مدها بقروض ميسرة.

## المدن الأعضاء
- مدن عربية